# 宮之原謙
宮之原 謙（みやのはら けん、1898年（明治31年）2月9日 - 1977年（昭和52年）8月23日）は日本の陶芸家。日展理事・参与、光風会理事などを歴任。東京教育大学窯業科講師を務めた。

## 略歴
1898年（明治31年）鹿児島市鷹師町生まれ。麹町小学校、旧制麻布中学校卒業。早稲田大学建築科中退。1924年（大正13年）頃に川端画学校へ通い、山之内高門に日本画、宮川香山に陶芸を学んだ。また、板谷波山にも師事し、1927年（昭和2年）「東陶会」創立に参加。1929年（昭和4年）第10回帝展に「鉄砂釉竹又陶製花器」で初入選し、岡倉由三郎にインド哲学を学ぶ。1931年（昭和6年）第12回帝展に壁面照明「銀河」、翌年の第13回には釉薬象嵌「十字文花瓶」で連続して特選を受賞し、1933年（昭和8年）帝展無鑑査となった。また、佐々木象堂と共に「新潟陶苑」を創設し、越路焼の指導を行った。1937年（昭和12年）第1回文展をはじめとし、戦後の日展の審査員を務めた。1950年（昭和25年）日展参事となり、1958年（昭和33年）日展評議員、1969年（昭和44年）日展理事に就任。1973年（昭和48年）には日展参与となった。

## 受賞
- 1956年（昭和31年）日本芸術院賞

## 作品
- 「鉄砂釉竹又陶製花器」
- 「銀河」
- 「空」
- 「泰山木大皿」
- 「十字文花瓶」
- 「挿花用花瓶一対」
- 「牡丹文窯変花瓶」
- 「彩盛上花瓶」

など